# 聖伊西德羅 (卡塔馬卡省)
28°26′S 65°43′W / 28.433°S 65.717°W

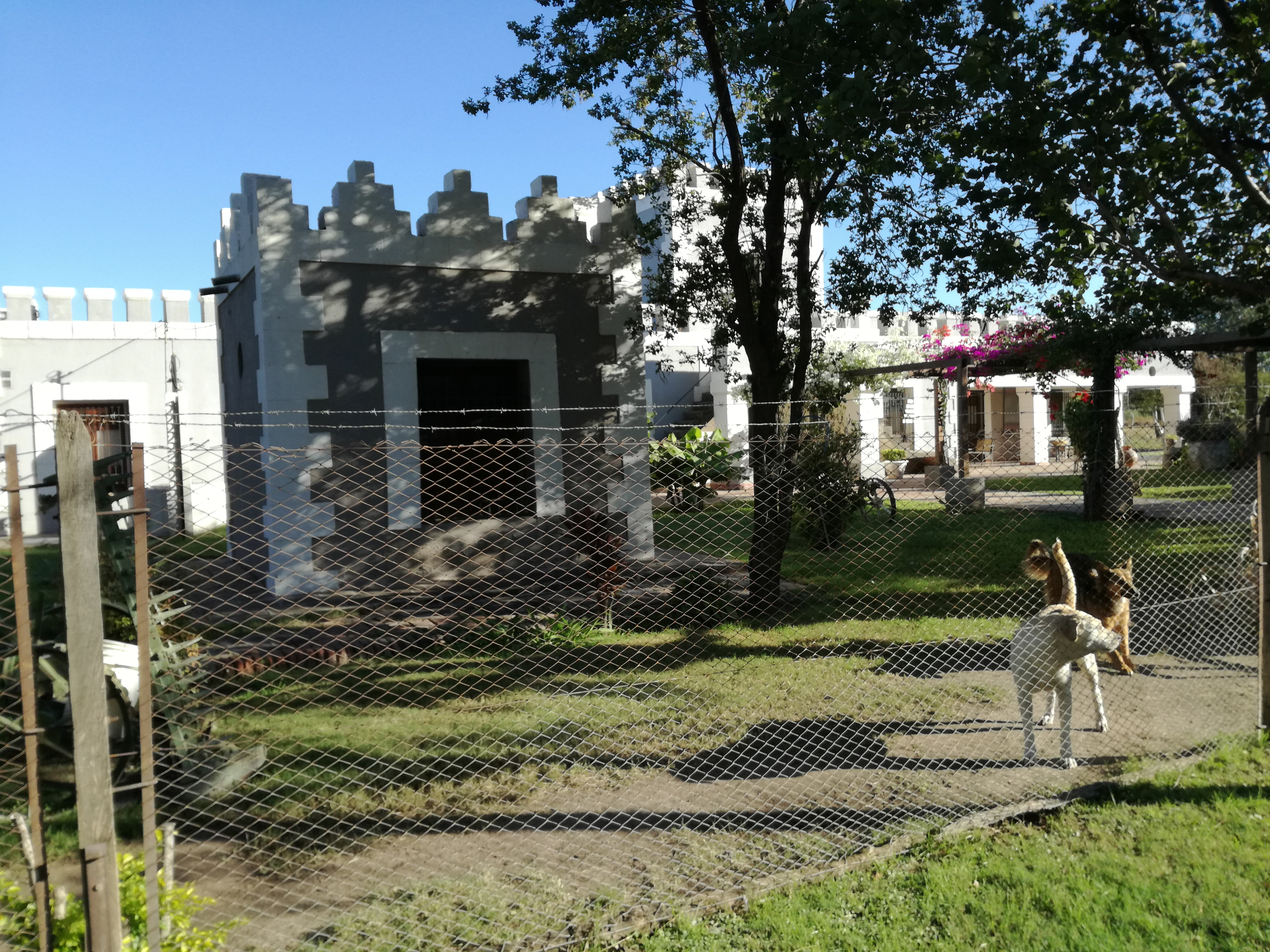
聖伊西德羅

聖伊西德羅（西班牙語：San Isidro），是阿根廷的城鎮，位於該國西北部卡塔馬卡省，是巴耶別霍縣的首府，始建於1698年，海拔高度515米，該地區的地震活動頻繁和低強度，2010年人口4,569。